# Stadio Armando Picchi
Lo stadio Armando Picchi è un impianto sportivo di Livorno di proprietà comunale. Ospita le partite casalinghe del Livorno.
Chiamato anche Ardenza in ragione del quartiere in cui sorge, dal 1990 è intitolato allo sportivo livornese Armando Picchi, giocatore del Livorno e della Grande Inter e allenatore dello stesso Livorno.
Nel 1960 fu uno degli impianti che ospitarono le Olimpiadi: fu sede di tre incontri del torneo di calcio.

## Storia
Nel settembre del 1932 la Società Sportiva Livorno bandisce un appalto concorso per la costruzione dello stadio cittadino: la zona viene individuata in un'area di espansione nei pressi dell'Accademia Navale, ai margini del quartiere Ardenza.
Alla fine del 1932 la commissione esaminatrice sceglie, tra i 13 progetti presentati, quello di Raffaello Brizzi e il 2 aprile dell'anno successivo, dopo che l'Amministrazione aveva provveduto alla rettifica e alla deviazione del Rio Maggiore in una condotta sotterranea, vengono ufficialmente avviati i lavori.
Nell'autunno del 1933 il cantiere subisce una sosta, ma lo stadio viene comunque inaugurato incompleto (nell'impianto sportivo mancavano ancora le due curve) ufficialmente in occasione di Livorno-Fiorentina valevole per la 5ª giornata di Serie A 1933/1934 (partita disputatasi il 9 Ottobre 1933 e terminata con un netto 3-0 a favore degli amaranto) e contestualmente intitolato ad Edda Ciano Mussolini. 
Nell'estate del 1934, grazie all'interessamento dell'Amministrazione Comunale che si assume l'onere della spesa di completamento, i lavori vengono ripresi e pochi mesi dopo conclusi. È la prima opera pubblica costruita in calcestruzzo armato a Livorno, sebbene un'analoga tecnologia fosse stata utilizzata già trent'anni prima in alcune parti dello stabilimento termale Acque della Salute. Al termine di tali lavori, la struttura fu capace di contenere circa 20.000 spettatori (di cui 15.000 seduti).

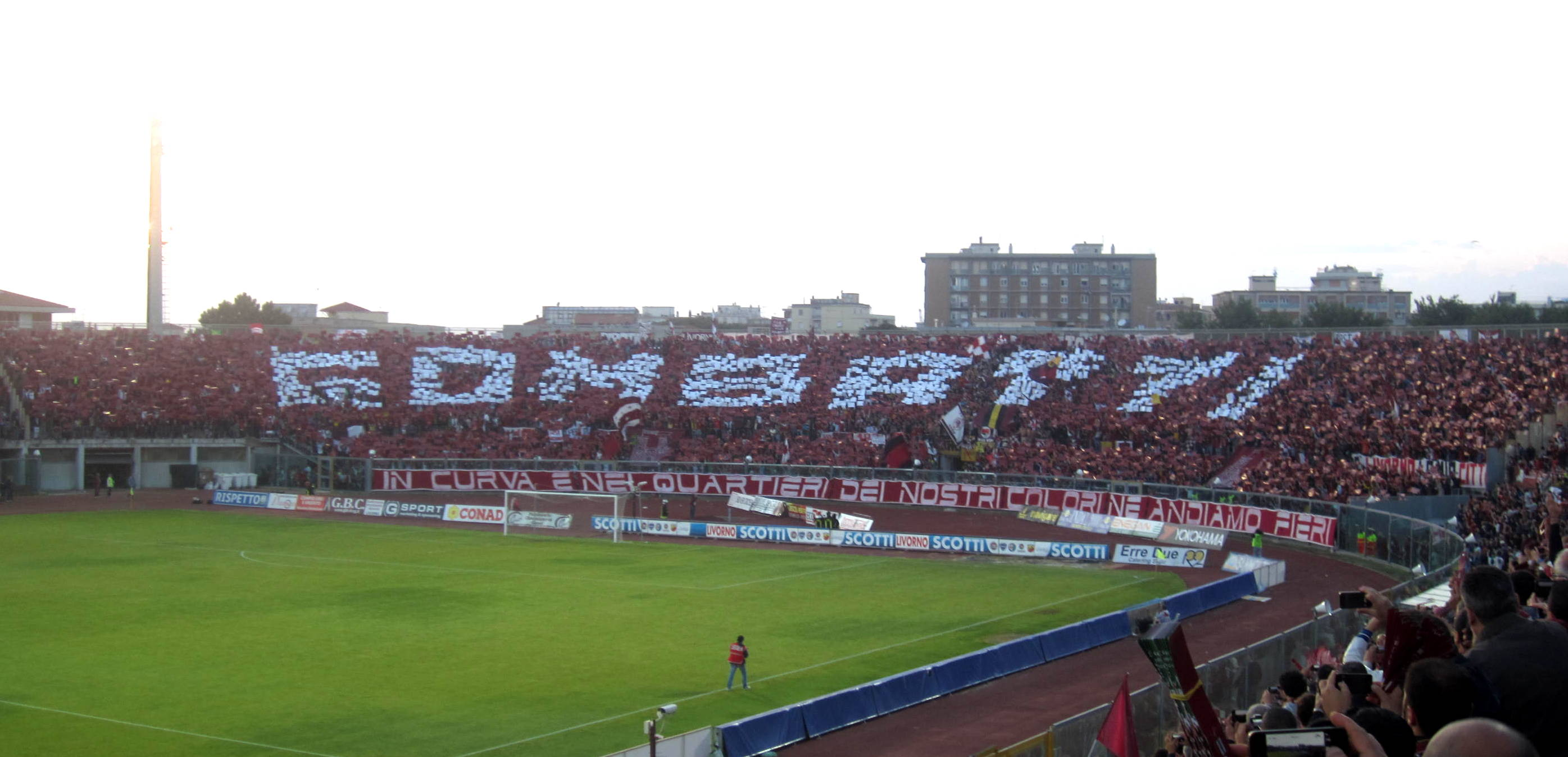
Curva Nord durante la Finale dei Playoff di Serie B 2012-2013

Lo stadio è situato all'estremità meridionale della città, nel quartiere di Ardenza, in un'area destinata in parte ad attrezzature sportive ed in parte a residenza. Lo stadio viene appunto comunemente denominato Ardenza.
L'anello dello stadio sorge isolato al centro di un'ampia area asfaltata destinata a parcheggio, delimitata ad est da Via dei Pensieri, a sud dall'area dell'Ippodromo Federico Caprilli e ad ovest da un ampio piazzale che guarda verso la vicina Accademia Navale.
L'edificio è caratterizzato da una pianta ad anello e da una volumetria compatta a prevalente sviluppo orizzontale. L'impianto ripropone la distribuzione caratteristica della specifica tipologia architettonica, con i due corpi rettilinei e paralleli delle tribune e le due curve di raccordo, rimanendo tuttavia assai lontano per soluzioni formali e strutturali dai migliori esempi coevi in terra toscana, come lo stadio comunale di Firenze.

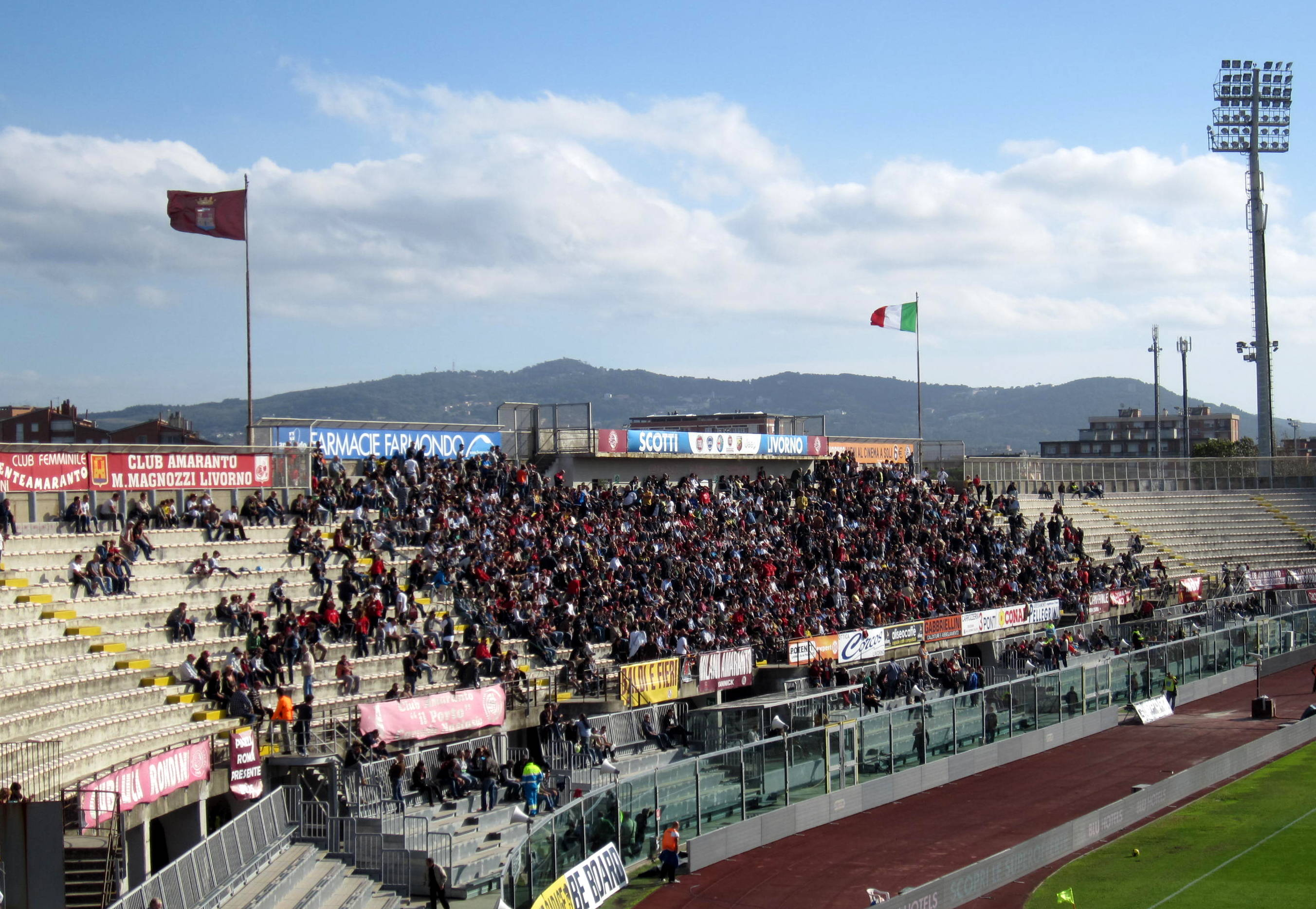
Vista della gradinata Piermario Morosini

Dal fronte principale, corrispondente alla tribuna coperta, emerge il volume dell'ingresso d'onore dai toni moderatamente aulici: un volume aggettante, raccordato al corpo retrostante tramite due pareti curvilinee, contiene un'ampia superficie vetrata con pensilina, sotto la quale sono ricavati i cinque accessi all'atrio. Sul lato opposto dello stadio, in corrispondenza con la tribuna scoperta, un'apertura pentapartita su due livelli, con ai lati simmetricamente due corpi scala lievemente aggettanti, conduce direttamente all'anello del campo di gioco.
Il resto dell'edificio è caratterizzato da una fascia basamentale ad intonaco, dove si inseriscono le aperture degli ingressi secondari e delle biglietterie (attualmente abbattute in parte per inserirci i tornelli di ingresso). Al di sopra aggettano le gradinate in calcestruzzo armato. A partire dalla stagione 2002/2003, in tutti i settori dello stadio (esclusa la tribuna) per aumentare la capienza dei posti a sedere furono aggiunte delle tribunette in metallo alla base dell'impianto.
All'interno dello stadio, ventidue rampe di scale rettilinee conducono dall'anello distributivo perimetrale ai diversi settori delle gradinate: il corpo della tribuna d'onore si differenzia per la presenza della copertura, tettoia a sbalzo sostenuta da mensole in cemento armato. Oltre l'anello sono situati una pista di atletica, il campo di calcio ed altre attrezzature sportive. Al di sotto della tribuna d'onore è situata la maggior parte dei locali a servizio dell'impianto.
Tra i giudizi critici rintracciati vi è quello risalente all'epoca della costruzione, nel quale, con i toni della retorica di regime, si sottolinea la bellezza "maschia" dell'impianto ed il linguaggio moderno ed al contempo pervaso di romana classicità.
Ben meno lusinghiero è il giudizio espresso da Bortolotti, che invece lo definisce un'opera modesta, sebbene essa sia la prima grossa opera in calcestruzzo armato nella città, capace di provocare nella città uno choc simile a quello che le tribune laterali, le scale e la torre dello stadio di Pier Luigi Nervi produssero a Firenze.
Dal 1990 l'impianto è intitolato all'indimenticato campione livornese Armando Picchi, capitano della Grande Inter, prematuramente scomparso il 27 maggio 1971.
Il 14 aprile 2013, ad un anno dalla scomparsa del giocatore amaranto Piermario Morosini, la gradinata dello stadio viene intitolata a suo nome.
Successivamente, l'8 giugno 2021, la Tribuna Centrale viene ufficialmente intitolata a Mauro Lessi, storico difensore del Livorno nonché recordman assoluto di presenze (369) con la maglia labronica.
Il 1º marzo 2022 l'amministrazione comunale di Livorno approva definitivamente l'intitolazione della Curva Nord a Fabio Bettinetti, noto ultras amaranto prematuramente scomparso il 18 luglio 2020 all'età di 46 anni.

## Eventi sportivi

### Calcio

#### Torneo di calcio della XVII Olimpiade 1960
Lo stadio ha ospitato tre partite del Torneo di calcio delle Olimpiadi 1960 a Roma:
- Brasile -  Regno Unito 4-3 (1ª giornata del gruppo B, 26 agosto)
- Danimarca -  Polonia 2-1 (2ª giornata del gruppo C, 29 agosto)
- Rep. Araba Unita -  Turchia 3-3 (3ª giornata del gruppo A, 1º settembre)

#### Torneo di Viareggio
Nel 2011, per inadeguatezza del terreno di gioco dello stadio dei Pini di Viareggio, ha ospitato la finale del Torneo di Viareggio.

#### Pro Livorno Sorgenti
Nelle stagioni 2020-2021 e 2021-2022 lo stadio ha ospitato le partite casalinghe della Pro Livorno Sorgenti (seconda società calcistica cittadina), all'epoca militante nel campionato di Serie D.

#### Incontri della nazionale italiana
Lo stadio Armando Picchi è stato sede di un incontro amichevole della nazionale di calcio dell'Italia, disputato il 16 agosto 2006 contro la Croazia e terminato con il punteggio di 0-2 in favore degli ospiti.

### Eventi extracalcistici
Nella stagione 1989-90 ha ospitato alcune partite casalinghe del Rugby Livorno 1931 impegnato in massima serie.

## Eventi non sportivi
L'Armando Picchi ha ospitato, nel corso degli anni, numerosi concerti di star italiane e internazionali, da ricordare: Mike Oldfield il 10 luglio 1981, Bob Dylan il 22 giugno del 1989, Sting il 24 luglio 1993 e i Pink Floyd il 22 e 23 maggio 1989. Dal 16 al 19 luglio 2008 lo stadio è stato sede del Main Stage (ossia del palco principale) dell'avvenimento "Italia Wave Love Festival", grande festival musicale e culturale che per la prima volta approda a Livorno dopo essersi tenuto per diversi anni ad Arezzo come "Arezzo Wave" e, nel 2007, a Sesto Fiorentino (FI); durante il festival sono stati ospitati diversi concerti con artisti di notevole importanza come Kraftwerk, Gnarls Barkley, The Chemical Brothers, Placebo e tanti altri. L'evento si è ripetuto nel 2009.

## Capienza
La capienza complessiva è stata di 19.238 posti fino alla stagione 2014-2015. Quest'ultima scese a 14.752 posti durante la Coppa UEFA 2006-2007 in quanto le tribunette dalmine non erano omologate per le competizioni europee.
Nel mese di luglio del 2015 fu eseguito lo smantellamento della tribunetta di Curva Nord (lato Gradinata) causata da problemi di stabilità.
Dal 2015-2016 al 2017-2018 si riduce ulteriormente la capienza a poco più di 10.000 spettatori per motivi di sicurezza infrastrutturale. 
Dalla stagione 2018-2019, con le nuove normative di sicurezza unite a lavori di recupero e ammodernamento della struttura (avviati il 2 agosto 2018 con restauro di metà Curva Sud e installazione di nuovi seggiolini nei settori di Tribuna, Curva Nord e Gradinata), si riuscì a raggiungere il numero complessivo di 14.267 posti tutti a sedere.
A luglio 2021, l'amministrazione comunale di Livorno approvò in via definitiva i lavori riguardanti il progetto di ristrutturazione. Le opere in questione comprendevano il prosieguo del totale risanamento di ciascun settore ormai danneggiato da incuria nonché potenti intemperie annuali (l'Armando Picchi è situato a poche centinaia di metri dal mare). Inoltre tra i vari interventi si decise per l'installazione di un nuovo divisorio tra Curva Sud e Tribuna. 
Proprio su questi 2 settori si concentrò fin da subito il principale lotto di interventi a causa del degrado ma in particolar modo per motivi di urgenza (basti pensare che la Curva Sud è comprensiva del settore ospiti: quest'ultimo spicchio però attendeva ancora il restauro). Tali lavori si conclusero ufficialmente dopo poco più di 1 anno con la riapertura ufficiale del settore ospiti nella stagione 2022-2023.
Attualmente la capienza ufficiale dell'impianto di Ardenza è così distribuita:
Tribuna "Mauro Lessi": 3.131 posti
Gradinata "Piermario Morosini": 3.180 posti
Curva Nord "Fabio Bettinetti": 4.071 posti
Curva Sud: 3.930 posti (di cui 1.440 settore ospiti)

## Trasporti
La struttura è facilmente raggiungibile sia dalla variante Aurelia (uscita Livorno Sud e Livorno Montenero per i tifosi ospiti), sia dalla stazione ferroviaria di Livorno Centrale con le linee 1+ o 5 di autobus urbani, o da quella di Livorno Antignano proseguendo verso lo stadio sempre con la linea 1+ di autobus.